# ورستبورو (نيويورك)
ورستبورو (بالإنجليزية: Wurtsboro, New York)‏ هي منطقة سكنية تقع في الولايات المتحدة في مقاطعة سوليفان، نيويورك. يقدر عدد سكانها بـ 1,246 نسمة ومساحتها 3.3 كم2 وترتفع عن سطح البحر 176 متر.

## التركيبة السكانية
حدّد مكتب تعداد الولايات المتحدة بيانات التركيبة السكانية لورستبورو في تعداد الولايات المتحدة. في ما يلي، التركيبة السكانية حسب تعدادي 2000 و2010.

### تعداد عام 2000
بلغ عدد سكان ورستبورو 1,234 نسمة بحسب تعداد عام 2000، وبلغ عدد الأسر 479 أسرة وعدد العائلات 330 عائلة مقيمة في القرية. في حين سجلت الكثافة السكانية 380.9 نسمة لكل كيلومتر مربع (986.5/ميل2). وبلغ عدد الوحدات السكنية 542 وحدة بمتوسط كثافة قدره 167.3 لكل كيلومتر مربع (433.3/ميل2).
وتوزع التركيب العرقي للقرية بنسبة 93.68% من البيض و1.86% من الأمريكيين الأفارقة و0.81% من الأمريكيين ذوي الأصول الآسيوية و1.62% من الأعراق الأخرى و2.03% من عرقين مختلطين أو أكثر و4.62% من الهسبانيون أو اللاتينيون من أي عرق.
بلغ عدد الأسر 479 أسرة كانت نسبة 41.5% منها لديها أطفال تحت سن الثامنة عشر تعيش معهم، وبلغت نسبة الأزواج القاطنين مع بعضهم البعض 50.3% من أصل المجموع الكلي للأسر، ونسبة 13.2% من الأسر كان لديها معيلات من الإناث دون وجود شريك، بينما كانت نسبة 5.4% من الأسر لديها معيلون من الذكور دون وجود شريكة وكانت نسبة 31.1% من غير العائلات. تألفت نسبة 27.3% من أصل جميع الأسر من عدة أفراد يعيشون في نفس المنزل ونسبة 9.6% كانت تتألف من شخص يعيش بمفرده يبلغ من العمر 65 عاماً أو أكثر. وبلغ متوسط حجم الأسرة المعيشية 2.58، أما متوسط حجم العائلات فبلغ 3.15.
بلغ العمر الوسطي للسكان 34.8 عاماً. وكانت نسبة 30.2% من القاطنين تحت سن الثامنة عشر، وكانت نسبة 6.8% بين الثامنة عشر والرابعة والعشرين عاماً، ونسبة 30.1% كانت واقعةً في الفئة العمرية ما بين الخامسة والعشرين والرابعة والأربعين عاماً، ونسبة 22.5% كانت ما بين الخامسة والأربعين والرابعة والستين، ونسبة 10.3% كانت ضمن فئة الخامسة والستين عاماً فما فوق. يوجد لكل 100 أنثى 92.5 ذكر، ويوجد لكل 100 أنثى في الثامنة عشر من عمرها فما فوق 88.4 ذكر.
بلغ متوسط دخل الأسرة في القرية 38,500 دولارًا، أما متوسط دخل العائلة فبلغ 46,359 دولارًا. وكان متوسط دخل الذكور 40,385 دولارًا مقابل 25,060 دولارًا للإناث. وسجل دخل الفرد الخاص بالقرية 16,698 دولارًا. وكانت نسبة 9.7% من العائلات ونسبة 10.9% من السكان تحت خط الفقر، وكان من هؤلاء نسبة 11.5% تحت سن الثامنة عشر ونسبة 1.5% في الخامسة والستين من العمر وما فوق.

### تعداد عام 2010
بلغ عدد سكان ورستبورو 1,246 نسمة بحسب تعداد عام 2010، وبلغ عدد الأسر 547 أسرة وعدد العائلات 325 عائلة مقيمة في القرية. في حين سجلت الكثافة السكانية 384.6 نسمة لكل كيلومتر مربع (996.1/ميل2). وبلغ عدد الوحدات السكنية 641 وحدة بمتوسط كثافة قدره 197.8 لكل كيلومتر مربع (512.3/ميل2).
وتوزع التركيب العرقي للقرية بنسبة 88.68% من البيض و4.01% من الأمريكيين الأفارقة و0.72% من الأمريكيين الأصليين و1.36% من الأمريكيين ذوي الأصول الآسيوية و2.65% من الأعراق الأخرى و2.57% من عرقين مختلطين أو أكثر و8.91% من الهسبانيون أو اللاتينيون من أي عرق.
بلغ عدد الأسر 547 أسرة كانت نسبة 28.2% منها لديها أطفال تحت سن الثامنة عشر تعيش معهم، وبلغت نسبة الأزواج القاطنين مع بعضهم البعض 38.6% من أصل المجموع الكلي للأسر، ونسبة 14.4% من الأسر كان لديها معيلات من الإناث دون وجود شريك، بينما كانت نسبة 6.4% من الأسر لديها معيلون من الذكور دون وجود شريكة وكانت نسبة 40.6% من غير العائلات. تألفت نسبة 33.5% من أصل جميع الأسر من عدة أفراد يعيشون في نفس المنزل ونسبة 14.4% كانت تتألف من شخص يعيش بمفرده يبلغ من العمر 65 عاماً أو أكثر. وبلغ متوسط حجم الأسرة المعيشية 2.28، أما متوسط حجم العائلات فبلغ 2.86.
بلغ العمر الوسطي للسكان 44.4 عاماً. وكانت نسبة 21.2% من القاطنين تحت سن الثامنة عشر، وكانت نسبة 7.1% بين الثامنة عشر والرابعة والعشرين عاماً، ونسبة 22.9% كانت واقعةً في الفئة العمرية ما بين الخامسة والعشرين والرابعة والأربعين عاماً، ونسبة 33.2% كانت ما بين الخامسة والأربعين والرابعة والستين، ونسبة 15.6% كانت ضمن فئة الخامسة والستين عاماً فما فوق. وتوزع التركيب الجنسي للسكان بنسبة 47.1% ذكور و52.9% إناث.